# Letiția Ilea
Letiția Ilea est une poétesse roumaine, née en 1967 à Cluj.
Elle a reçu 7 récompenses pour son œuvre poétique en Roumanie.
Elle a également traduit en roumain plusieurs ouvrages de langue française.
En France ses poèmes ont été publiés dans la revue Europe. Elle a résidé au Centre international de poésie Marseille en mars 2004.
Le prix international de poésie Jean Malrieu lui a été décerné en 2007.

## Publications

### Poésie
en langue roumaine
- 1997 Eufemisme (Euphémismes)
- 1999 Chiar viața (La vie même)
- 2004 O persoană serioasă (Une personne sérieuse)
- 2010 Blues pentru cai verzi (Blues pour chevaux verts)

en langue française
- 2005 Terrasses
- 2005 Apprivoiser le silence[1]
- 2005 Elle la victoire[2], dans Douze écrivains roumains, Les Belles étrangères
- 2005 Est-cris
- 2012 Blues pour chevaux verts[3] le corridor bleu

### Traductions
- 2005 Gérard Blua
- 2005 Léon Bloy, Exégèse des lieux communs
- 2005 Dan Damaschin, Les prières des peintres
- 2006 Gabriel Stănescu, Paysage avec mémoire
- 2006 Jacques Jouet, Poèmes de metro
- 2006 Tristan Janco, Mémoires de la Shoah
- 2007 Andrei Zanca, Improvisation pour la marche sur l’eau
- 2008 Yvon Le Men, Besoin de poème